# Austeruseus
Genre
Austeruseus est un genre de tardigrades de la famille des Eohypsibiidae.

## Liste des espèces
Selon Degma, Bertolani et Guidetti, 2013 :
- Austeruseus balduri Trygvadóttir & Kristensen 2011
- Austeruseus faeroensis Trygvadóttir & Kristensen 2011
- Austeruseus rokuri Trygvadóttir & Kristensen 2011

## Publication originale
- Trygvadóttir & Kristensen 2011 : Eohypsibiidae (Eutardigrada, Tardigrada) from the Faroe Islands with the description of a new genus containing three new species. Zootaxa, no 2886, p. 39-62.